# Molotra tsingy
Espèce
Molotra tsingy est une espèce d'araignées aranéomorphes de la famille des Oonopidae.

## Distribution
Cette espèce est endémique du Melaky à Madagascar,. Elle se rencontre à Antsalova à 150 m d'altitude dans le parc national du Tsingy de Bemaraha.

## Description
Le mâle holotype mesure 1,56 mm.

## Étymologie
Cette espèce est nommée en référence au lieu de sa découverte, le parc national du Tsingy de Bemaraha.

## Publication originale
- Ubick & Griswold, 2011 : The Malagasy goblin spiders of the new genus Molotra (Araneae, Oonopidae). American Museum Novitates, no 3729, p. 1-69 (texte intégral).